# PLAN (informatyka)
PLAN (ang. Programming Language Nineteen-hundred) – makroasembler komputerów ICL serii 1900 i wywodzących się od nich maszyn Odra serii 1300 (1304, 1305, 1325).
Istniały 4 wersje o wzrastających możliwościach makrogeneratora i wymaganiach sprzętowych dla kompilacji:
- PLAN I – wymagane 4 kilosłowa pamięci operacyjnej
- PLAN II – wymagane 8 kilosłów pamięci operacyjnej
- PLAN III – wymagane 16 kilosłów pamięci operacyjnej
- PLAN IV – wymagane 32 kilosłowa pamięci operacyjnej.

Cechą charakterystyczną tego języka, wynikającą z konstrukcji jednostki centralnej maszyny, było 24-bitowe słowo, w którym można zapisać cztery 6-bitowe znaki.